# Friedrich August-Kruis
De laatste groothertog van Oldenburg, groothertog August Friedrich heeft op 24 september 1914 het Friedrich August-Kruis, (Duits: "Friedrich August-Kreuz") ingesteld als Oldenburgse pendant van het Pruisische IJzeren Kruis. Het kruis werd in twee klassen verleend en net als bij het IJzeren Kruis was er een kruis aan een bijzonder lint voor non-combatanten als artsen en geestelijken.
In het stichtingsbesluit bestemde de groothertog deze decoratie voor "alle Personen militärischen oder civilen Standes, welche sich während des Krieges hervorragend ausgezeichnet haben". Deze formulering liet een bredere kring van potentiële dragers toe dan bij het IJzeren Kruis dat aan het front, of door de stafofficieren in de hoofdkwartieren, moest worden verworven.
Er was aan de onderscheiding een gesp verbonden met de woorden "Vor dem Feinde". De gesp is iets smaller dan het lint waaraan het Kruis IIe Klasse werd gedragen.
Oldenburg was deel van het Duitse Rijk en omdat het vrij klein was was er geen Oldenburgs leger zoals er wel een Beiers leger onder bevel van de Rijksregering in Berlijn stond. Het Oldenburgisches Infanterie Regiment No. 91 en het 19e Regiment Dragonders, het uit de Oldenburgse bezittingen bij Birkenfeld aan de Beierse grens gerekruteerde 8e Rijnlandse Infanterie-Regiment No.70, het slagschip de SMS Oldenburg met een aantal Oldenburgse opvarenden en het Oldenburgse, later Oostfriesche Veld-Artillerie-Regiment No.62 vochten aan het Westelijk en het Oostelijk front en op de Noordzee.
Men leed zware verliezen. Van de 443 officieren van de infanterie werden 102 gedood en 172 verwond. 29 werden gevangengenomen.
Van de 19108 soldaten en onderofficieren werden 4697 gedood, 9244 raakten gewond en 798 raakten krijgsgevangen.
Het regende onderscheidingen; een Orde Pour le Mérite, 17 maal de Huisorde van Hohenzollern met de Zwaarden, 4 Gouden Militaire Kruisen voor Dapperheid (het "Pour le Mérite voor Onderofficieren"), 185 IJzeren Kruisen der Eerste Klasse en 5238 IJzeren Kruisen der IIe Klasse.
Oldenburg zelf verleende een Officierskruis met Zwaarden en Lauwerkrans aan Luitenant Kolonel v. Hohnhorst van het 4e Hannoverse Infanterie-Regiment Nr.164 waarin een aantal Oldenburgers dienden.
De groothertog verleende ook twee ridderkruisen Ie Klasse met kroon en zwaarden, veertien kruisen der tweede klasse met de zwaarden en vier erekruisen met de zwaarden. Men was met het verlenen van de Huisorde en Orde van Verdienste van Hertog Peter Friedrich Ludwig dus erg zuinig.
Dat werd gecompenseerd met veel verleningen van het Friedrich August-Kruis. Men verleende 716 kruisen der eerste Klasse en 6810 kruisen der tweede klasse. De eisen voor verlening en de praktijk van de toekenning leken sterk op die van het IJzeren Kruis.
De falerist Friedhelm Beyreiss komt in zijn boek met heel andere cijfers; hij noemt 6900 Friedrich August-Kruisen der Ie Klasse en 62800 Friedrich August-Kruisen der IIe Klasse. Een Friedrich August-Kruis wordt zo vaak op veilingen aangeboden dat men er niet meer dan 66 of 31 Euro voor hoeft neer te leggen
Men droeg de twee graden, een steckkreuz zonder lint en een zwart gemaakt ijzeren of zinken kruis aan het blauwe lint met rode bies van de Oldenburgse huisorde op de linkerborst. De kruisen voor non-combatanten zijn allen van zwart gemaakt ijzer. Net als bij het IJzeren Kruis werden de kleuren van het lint van de non-combattanten gespiegeld en zij waren dus rood met een smalle blauwe bies.
Het ijzeren of zinken, zwart gemaakte kruis droeg op de bovenste arm een beugelkroon. In het medaillon staat het het monogram "FE" voor de stichter en op de onderste kruisarm staat de stichtingsdatum 1914.In de armen is een lauwerkrans gelegd.
De keerzijde van de decoraties is glad en bij het kruis der Ie klasse is een beugelgesp aangebracht. Omdat het materiaal niet edel is ontbreken keur en jaarletter. Er is ook geen fabrieksmerk bekend en de keerzijde werd niet gegraveerd.
Vlak voor de ineenstorting, op een moment dat de Duitsers meenden de Eerste Wereldoorlog gewonnen te hebben, werd op 20 september 1918 nog een ijzeren gesp met de woorden "Vor dem Feinde" ingesteld. Het gespje moest op het lint van de Tweede Klasse worden gedragen maar over de criteria en de aantallen die werden verleend is niets bekend. Er zijn ook zinken gespen bekend en beiden zijn, afgaande op de veilingprijs van rond de 30 Euro, niet zeldzaam.
Veldmaarschalk Paul von Hindenburg kreeg op een en dezelfde dag beide kruisen. Ook Keizer Wilhelm II van Duitsland droeg het Friedrich August-Kruis, zie: de Lijst van ridderorden van Wilhelm II van Duitsland